# Буддийский флаг

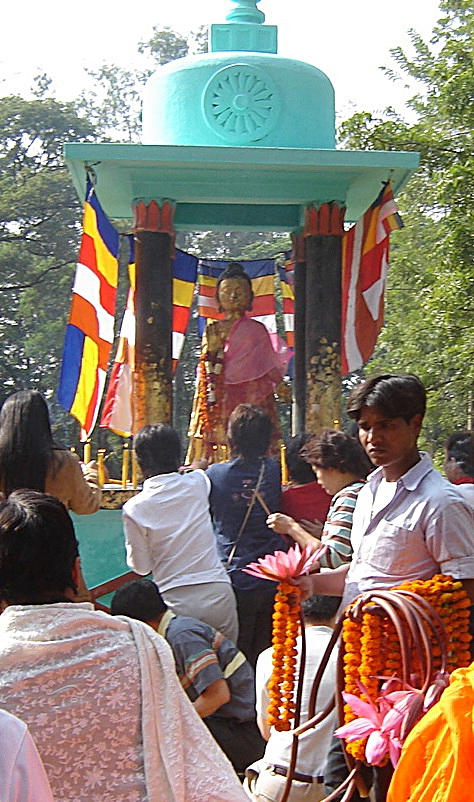

Буддийский флаг — флаг, созданный в конце XIX века как символ буддизма. Состоит из пяти вертикальных полос (синей (Nila), жёлтой (Peeta), красной (Lohitha), белой (Odata) и оранжевой (Manjesta)), каждая из которых занимает 1/6 часть ширины. Шестая часть состоит из пяти горизонтальных полос, повторяющих цвета вертикальных полос (оранжевая снизу). Был признан мировым буддийским флагом в 1952 году, на Всемирном конгрессе буддистов. Существуют различные модификации данного флага.
Флаг был создан в 1885 году Комитетом Коломбо (Colombo Committee) в Коломбо на Шри-Ланке как символ буддийской веры и мира. Пять цветов флага символизируют пять цветов ауры, излучаемой Буддой, когда он получил просветление. Синий цвет — от волос Будды, означал сострадание ко всему сущему, жёлтый от кожи означал срединный путь, которому стоит следовать, красный цвет от тела означал благословение, которое приносит учение Будды, белый цвет от костей и зубов символизировал чистоту учения Будды и освобождение, которое оно несёт, а оранжевый цвет от ладоней, пяток и губ означал невыразимую мудрость учения Будды.